# Oxythyrea albopicta
Oxythyrea albopicta – gatunek chrząszcza z rodziny poświętnikowatych i podrodziny kruszczycowatych. Zamieszkuje południowy wschód Europy i południowy zachód Azji.

## Taksonomia
Gatunek ten opisany został raz pierwszy w 1845 roku Wiktora Moczulskiego pod nazwą Cetonia albopicta.

## Morfologia
Chrząszcz o owalnym w zarysie ciele, ubarwionym czarno z białym nakrapianiem. Na przedpleczu typowo występują na środku dwa podłużne szeregi białych plamek liczące po trzy sztuki. Odnóża tylnej pary mają golenie o zewnętrznej krawędzie wyciągniętej w trzy ząbki, z których środkowy jest bardziej tępy niż pozostałe. Odwłok samca pozbawiony jest białych plam pośrodku sternitów. Genitalia samca mają paramery o szczytach lekko dozewnętrznie odchylonych i ściętych.
Pędrak trzeciego stadium osiąga od 15 do 18 mm długości ciała. Półkolista, grzbietowo spłaszczona głowa ma barwę żółtawą do żółtawobrązowej i pozbawiona jest mikrorzeźby. Nadgębie ma tęgie, stożkowate szczecinki na zygum, od czterech do sześciu jajowatych szczecinek na każdym akantoparium, a chetoparia mają od 45 do 52 szczecinek po stronie prawej i od 30 do 36 po stronie lewej. Żuwaczki są niesymetryczne; lewa ma wierzchołkowy z ząbków tnących sierpowaty i około dwukrotnie większy od przedwierzchołkowego. Pole strydulacyjne żuwaczki zawiera od 9 do 11 poprzecznych listewek o równej szerokości. Języczek ma na części bliższej szereg dziesięciu wyrostków zmysłowych dzwonkowatych i tęgich szczecinek lancetowatych. Odnóża mają długie, wydatne szczecinki włosowate lub tęgie szczecinki kolcowate. Odwłok ma wierzch ostatniego segmentu z kręgiem długich szczecinek otaczającym pólko krótkich szczecinek jajowatych. Raster ma od 19 do 26 pali rozmieszczonych w podkowiastym szeregu oraz szeroko-jajowatą, prawie tak szeroką jak długą septulę.

## Ekologia i występowanie
Owad ten zasiedla tereny otwarte, zwłaszcza stepy i łąki kontynentalne. W Europie szczyt pojawu postaci dorosłych przypada na maj. Latają w najcieplejszej porze dnia. Żerują na kwiatach rozmaitych roślin. Larwy rozwijają się pod ziemią i wymagają udziału w podłożu gleb gliniastych lub lessowych.
Gatunek palearktyczny, znany z Macedonii Północnej, południowo-zachodniej Rosji, anatolijskiej części Turcji, Syrii, Gruzji, Armenii, Azerbejdżanu, Kazachstanu, Turkmenistanu i Uzbekistanu. Owad rzadko spotykany, o silnie pofragmentowanym zasięgu.